# ФК БАТЭ в сезоне 2009
Сезон 2009 — 12-й сезон для ФК БАТЭ в Высшей лиге чемпионата Белоруссии по футболу. 5 октября БАТЭ досрочно стал чемпионом Белоруссии, в шестой раз в своей истории.

## Предсезонные и товарищеские матчи
| Дата       | Соперник                | Стадион | Стадион                                     | Счёт | Авторы голов                                               |
| ---------- | ----------------------- | ------- | ------------------------------------------- | ---- | ---------------------------------------------------------- |
| 3 февраля  | ДСК (Гомель)            | Н       | Футбольный манеж, Минск                     | 3:0  | Бордачев 19′ Скавыш 24′ Разулис 89′                        |
| 9 февраля  | Волга (Нижний Новгород) | Н       | Футбольное поле, Белек                      | 0:1  |                                                            |
| 14 февраля | Пахтакор (Ташкент)      | Н       | Футбольное поле, Белек                      | 1:0  | Стасевич 20′                                               |
| 18 февраля | Спартак (Трнава)        | Н       | Футбольное поле, Белек                      | 0:1  |                                                            |
| 22 февраля | Белшина (Бобруйск)      | Н       | Футбольный манеж, Минск                     | 5:2  | Нехайчик 5′ Николас Сеолин 22′ · Кривец 31′ 82′ Скавыш 80′ |
| 3 марта    | Сатурн (Раменское)      | Н       | Футбольное поле, Белек                      | 0:1  |                                                            |
| 7 марта    | Спартак (Москва)        | Н       | Футбольное поле, Белек                      | 0:3  |                                                            |
| 11 марта   | ФК Чита                 | Н       | Футбольное поле, Белек                      | 2:0  | Стасевич 30′ Скавыш 62′                                    |
| 27 марта   | Верас (Несвиж)          | Н       | Искусственное поле ФК Минск                 | 4:1  | Гоарян 7′ 77′ · Павлов 52′ 74′                             |
| 19 июня    | Металлург (Лиепая)      | Г       | «Даугава», Лиепая                           | 4:0  | (авт.) 9′ Гоарян 46′ 62′ Бубнов 69′                        |
| 21 июня    | ФК Каунас               | Г       | Стадион имени С.Дарюса и С.Гиренаса, Каунас | 0:0  |                                                            |

## Высшая лига
См. также: Чемпионат Белоруссии по футболу 2009

### Первый круг
| Тур  | Дата      | Соперник            | Стадион | Стадион             | Счёт | Авторы голов                                                             | Зрители |
| ---- | --------- | ------------------- | ------- | ------------------- | ---- | ------------------------------------------------------------------------ | ------- |
| 1-й  | 5 апреля  | Днепр (Могилев)     | Д       | Городской, Борисов  | 1:0  | Скавыш 95+′                                                              | 5000    |
| 2-й  | 13 апреля | ФК Минск            | Г       | Динамо, Минск       | 1:0  | Володько 38′                                                             | 3600    |
| 3-й  | 18 апреля | ФК Сморгонь         | Д       | Городской, Борисов  | 2:0  | Кривец 64′ · Булыга 84′                                                  | 4800    |
| 4-й  | 26 апреля | Динамо, Минск       | Г       | Динамо (Минск)      | 3:1  | Скавыш 42′ · Кривец 47′ 71′ (пен.)                                       | 6600    |
| 5-й  | 2 мая     | Динамо (Брест)      | Д       | Городской, Борисов  | 1:0  | Кривец 13′                                                               | 5100    |
| 6-й  | 6 мая     | Неман (Гродно)      | Д       | Городской, Борисов  | 6:0  | Скавыш 7′ 86′ · Кривец 45′ 66′(пен.) · Нехайчик 55′ · Стасевич 77′(пен.) | 4900    |
| 7-й  | 10 мая    | ФК Витебск          | Г       | ЦСК «Витебский»     | 2:0  | Павлов 47′ · Кривец 50′                                                  | 3900    |
| 8-й  | 16 мая    | Гранит (Микашевичи) | Д       | Городской, Борисов  | 1:1  | Скавыш 1′                                                                | 5100    |
| 9-й  | 23 мая    | Нафтан (Новополоцк) | Г       | Атлант, Новополоцк  | 4:0  | Радьков 13′ · Скавыш 26′ · Кривец 72′ · Павлов 75′                       | 5900    |
| 10-й | 27 мая    | Шахтёр (Солигорск)  | Д       | Городской, Борисов  | 2:3  | Радьков 13′ · Сосновский 90′                                             | 4850    |
| 11-й | 27 июня   | МТЗ-РИПО (Минск)    | Г       | Трактор, Минск      | 2:0  | Скавыш 11′ 44′                                                           | 4500    |
| 12-й | 4 июля    | Торпедо (Жодино)    | Д       | Городской, Борисов  | 3:0  | Кривец 49′ · Скавыш 53′ 65′                                              | 4800    |
| 13-й | 10 июля   | ФК Гомель           | Г       | Центральный, Гомель | 3:0  | Кривец 45′ · Нехайчик 62′ · Бордачев 78′                                 | 9000    |

### Второй круг
| Тур  | Дата        | Соперник            | Стадион | Стадион                 | Счёт | Авторы голов                              | Зрители |
| ---- | ----------- | ------------------- | ------- | ----------------------- | ---- | ----------------------------------------- | ------- |
| 14-й | 1 августа   | Днепр (Могилев)     | Г       | Спартак, Могилёв        | 1:3  | Кривец 71′                                | 4500    |
| 15-й | 16 августа  | ФК Минск            | Д       | Городской, Борисов      | 1:0  | Нехайчик 71′                              | 4200    |
| 17-й | 31 августа  | Динамо (Минск)      | Д       | Городской, Борисов      | 1:1  | Кривец 84′                                | 5100    |
| 18-й | 13 сентября | Динамо (Брест)      | Г       | ГОСК «Брестский», Брест | 2:1  | Павлов 64′ 82′                            | 5100    |
| 19-й | 20 сентября | Неман (Гродно)      | Г       | ЦСК «Неман», Гродно     | 2:1  | Родионов 8′ · Бага 10′                    | 4200    |
| 20-й | 24 сентября | ФК Витебск          | Д       | Городской, Борисов      | 3:1  | Родионов 15′, 61′ · Гоарян 94+′ (пен.)    | 4500    |
| 21-й | 27 сентября | Гранит (Микашевичи) | Г       | «Полесье», Лунинец      | 3:1  | Володько 49′ · Кривец 72′ · Скавыш 76′    | 3090    |
| 22-й | 5 октября   | Нафтан (Новополоцк) | Д       | Городской, Борисов      | 4:0  | Родионов 30′ 34′ · Шитов 35′ · Кривец 40′ | 4350    |
| 23-й | 18 октября  | Шахтёр (Солигорск)  | Г       | «Строитель», Солигорск  | 1:0  | Нехайчик 69′                              | 2200    |
| 24-й | 25 октября  | МТЗ-РИПО (Минск)    | Д       | Городской, Борисов      | 2:2  | Гоарян 5′ · Скавыш 71′                    | 4700    |
| 16-й | 28 октября  | ФК Сморгонь         | Г       | Юность, Сморгонь        | 0:0  |                                           | 500     |
| 25-й | 1 ноября    | Торпедо (Жодино)    | Г       | Торпедо, Жодино         | 1:1  | Алумона 85′                               | 2500    |
| 26-й | 8 ноября    | ФК Гомель           | Д       | Городской, Борисов      | 3:0  | Радьков 9′ · Родионов 70′ 92+′            | 4800    |

### Турнирная таблица
19-й чемпионат Белоруссии. Высшая лига (Д1). Итоговое положение.
| Место | Клуб            | И  | В  | Н | П  | МЗ | МП | РМ  | Очки | Примечание                                   |
| ----- | --------------- | -- | -- | - | -- | -- | -- | --- | ---- | -------------------------------------------- |
|       | БАТЭ            | 26 | 19 | 5 | 2  | 55 | 16 | +39 | 62   | Квалификация во 2-й кв. раунд Лиги чемпионов |
|       | Динамо (Минск)  | 26 | 14 | 8 | 4  | 38 | 18 | +20 | 50   | Квалификация во 2-й кв. раунд Лиги Европы    |
|       | Днепр (Могилев) | 26 | 12 | 4 | 10 | 31 | 26 | +5  | 40   | Квалификация в 1-й кв. раунд Лиги Европы     |

М = матчей сыграно; В = матчей выиграно; Н = матчей сведено вничью; П = матчей проиграно; МЗ = мячей забито; МП = мячей пропущено; РМ = разница забитых и пропущенных мячей; О = очков набрано.

## Кубок Белоруссии

### Кубок Белоруссии по футболу 2008—2009
См. также: Кубок Белоруссии по футболу 2008-2009
| Стадия     | Дата      | Соперник            | Стадион | Стадион                     | Счёт | Авторы голов | Зрители |
| ---------- | --------- | ------------------- | ------- | --------------------------- | ---- | ------------ | ------- |
| 1/4 1 матч | 15 марта  | ФК Витебск          | Д       | Футбольный манеж, Минск     | 1:0  | Булыга 66′   | 1 300   |
| 1/4 2 матч | 21 марта  | ФК Витебск          | Г       | Исск. поле ЦСК «Витебский»  | 1:1  | Кривец 67′   | 1 500   |
| 1/2 1 матч | 9 апреля  | Нафтан (Новополоцк) | Г       | Атлант (Новополоцк)         | 0:1  |              | 4 000   |
| 1/2 2 матч | 22 апреля | Нафтан (Новополоцк) | Д       | Городской стадион (Борисов) | 0:2  |              | 4 500   |

### Кубок Белоруссии по футболу 2009—2010
См. также: Кубок Белоруссии по футболу 2009-2010
| Стадия     | Дата      | Соперник      | Стадион | Стадион                 | Счёт | Авторы голов                         | Зрители |
| ---------- | --------- | ------------- | ------- | ----------------------- | ---- | ------------------------------------ | ------- |
| 1/16       | 8 августа | ФК Барановичи | Г       | «Локомотив», Барановичи | 4:0  | Алумона 38′ 70′ · Родионов 45+′ 91+′ | 4 200   |
| 1/8 1 матч | 22 ноября | ФК Минск      | Д       | Городской, Борисов      | 1:0  | Нехайчик 45′                         | 3 900   |
| 1/8 2 матч | 27 ноября | ФК Минск      | Г       | Футбольный манеж, Минск | 2:0  | Нехайчик 30′ · Алумона 33′           | 1 200   |

## Лига чемпионов УЕФА
См. также: Лига чемпионов УЕФА 2009-2010

### Второй квалификационный раунд
| Стадия | Дата    | Соперник              | Стадион | Стадион                                  | Счёт | Авторы голов                   | Зрители |
| ------ | ------- | --------------------- | ------- | ---------------------------------------- | ---- | ------------------------------ | ------- |
| 1 матч | 14 июля | Македония ГП (Скопье) | Г       | «Национальный стадион Филипп II», Скопье | 2:0  | Кривец 40′ · Скавыш 49′        | 3 000   |
| 2 матч | 21 июля | Македония ГП (Скопье) | Д       | Городской, Борисов                       | 2:0  | Сосновский 83′ · Родионов 93+′ | 5 400   |

### Третий квалификационный раунд
| Стадия | Дата      | Соперник  | Стадион | Стадион                                 | Счёт | Авторы голов   | Зрители |
| ------ | --------- | --------- | ------- | --------------------------------------- | ---- | -------------- | ------- |
| 1 матч | 29 июля   | Вентспилс | Г       | Олимпийский спортивный центр, Вентспилс | 0:1  |                | 3 000   |
| 2 матч | 5 августа | Вентспилс | Д       | Городской, Борисов                      | 2:1* | Кривец 43′ 57′ | 5 500   |

* Вентспилс вышел в следующий раунд по правилу выездного гола

## Лига Европы УЕФА
См. также: Лига Европы УЕФА 2009-2010

### Плей-офф
| Стадия | Дата       | Соперник       | Стадион | Стадион            | Счёт        | Авторы голов                                    | Зрители |
| ------ | ---------- | -------------- | ------- | ------------------ | ----------- | ----------------------------------------------- | ------- |
| 1 матч | 20 августа | Литекс (Ловеч) | Д       | Городской, Борисов | 0:1         |                                                 | 5 500   |
| 2 матч | 27 августа | Литекс (Ловеч) | Г       | Городской, Ловеч   | 4:0 доп.вр. | Сосновский 86′ 97′ · Родионов 95′ · Скавыш 118′ | 5 500   |

### Групповая стадия
Группа I
| Место | Клуб                | И | В | Н | П | МЗ | МП | РМ  | Очки |
| ----- | ------------------- | - | - | - | - | -- | -- | --- | ---- |
| 1     | Бенфика (Лиссабон)  | 6 | 5 | 0 | 1 | 13 | 3  | +10 | 15   |
| 2     | Эвертон (Ливерпуль) | 6 | 3 | 0 | 3 | 7  | 9  | -2  | 9    |
| 3     | БАТЭ (Борисов)      | 6 | 2 | 1 | 3 | 7  | 9  | -2  | 7    |
| 4     | АЕК (Афины)         | 6 | 1 | 1 | 4 | 5  | 11 | -6  | 4    |

М = матчей сыграно; В = матчей выиграно; Н = матчей сведено вничью; П = матчей проиграно; МЗ = мячей забито; МП = мячей пропущено; РМ = разница забитых и пропущенных мячей; О = очков набрано.
Матчи
| Стадия | Дата        | Соперник | Стадион | Стадион                    | Счёт | Авторы голов                   | Зрители |
| ------ | ----------- | -------- | ------- | -------------------------- | ---- | ------------------------------ | ------- |
| День 1 | 17 сентября | Бенфика  | Г       | «Эштадиу да Луж», Лиссабон | 0:2  |                                | 34 953  |
| День 2 | 1 октября   | Эвертон  | Д       | «Динамо», Минск            | 1:2  | Лихтарович 16′                 | 24 000  |
| День 3 | 22 октября  | АЕК      | Д       | «Динамо», Минск            | 2:1  | Павлов 51′ · Алумона 85′       | 9 200   |
| День 4 | 5 ноября    | АЕК      | Г       | «Олимпийский», Афины       | 2:2  | Родионов 17′ · А. Володько 25′ | 9 716   |
| День 5 | 2 декабря   | Бенфика  | Д       | «Динамо», Минск            | 1:2  | 68′ (с.в.)                     | 12 100  |
| День 6 | 17 декабря  | Эвертон  | Г       | «Гудисон Парк», Ливерпуль  | 1:0  | Юревич 75′                     | 18 242  |

## Трансферы

### Пришли в клуб
| Дата           | Позиция | Имя               | Из клуба                  | Примечание |
| -------------- | ------- | ----------------- | ------------------------- | ---------- |
| январь 2009    | Нап     | Александр Алумона | Неман (Гродно)            | Контракт   |
| 28 января 2009 | Защ     | Максим Бордачев   | МТЗ-РИПО                  | Контракт   |
| 29 января 2009 | ПЗ      | Александр Павлов  | Днепр (Могилёв)           | Контракт   |
| 3 февраля 2009 | Защ     | Игорь Шитов       | Торпедо (Жодино)          | Контракт   |
| 12 марта 2009  | Нап     | Оганес Гоарян     | Локомотив (Москва)        | Контракт   |
| 14 марта 2009  | Нап     | Виталий Булыга    | Луч-Энергия (Владивосток) | Контракт   |
| 31 марта 2009  | Защ     | Артем Радьков     | ФК Химки                  | Контракт   |
| 1 июля 2009    | Нап     | Виталий Родионов  | Фрайбург                  | Из аренды  |
| 25 июля 2009   | Вр      | Дмитрий Иванов    | Нафком (Бровары)          | Контракт   |

### Ушли из клуба
| Дата            | Позиция | Имя                 | В клуб                    | Примечание                             |
| --------------- | ------- | ------------------- | ------------------------- | -------------------------------------- |
| январь 2009     | Защ     | Иван Пеха           | Хазар-Ленкорань           | Контракт                               |
| 11 января 2009  | Нап     | Виталий Родионов    | Фрайбург                  | В аренду                               |
| 14 января 2009  | Нап     | Геннадий Близнюк    | Франкфурт                 | Контракт                               |
| 15 января 2009  | ПЗ      | Александр Ермакович | Завершил карьеру          | Перешёл на тренерскую работу в ФК БАТЭ |
| 19 января 2009  | ПЗ      | Антон Сахаров       | Черноморец (Новороссийск) | Контракт                               |
| 21 января 2009  | ПЗ      | Максим Жавнерчик    | Кубань (Краснодар)        | Контракт                               |
| 30 января 2009  | ПЗ      | Михаил Сиваков      | Кальяри                   | Контракт                               |
| январь 2009     | Нап     | Владислав Мирчев    | Спартак (Варна)           | Из аренды                              |
| 16 февраля 2009 | Защ     | Виталий Казанцев    | Луч-Энергия (Владивосток) | Контракт                               |
| 17 февраля 2009 | Защ     | Анри Хагуш          | Рубин (Казань)            | Контракт                               |
| 2 марта 2009    | Защ     | Лаша Деканосидзе    |                           |                                        |

### Ушли в аренду
| Дата          | Позиция | Имя           | В клуб             | Срок            |
| ------------- | ------- | ------------- | ------------------ | --------------- |
| 23 марта 2009 | Защ     | Юрий Остроух  | Белшина (Бобруйск) | 1 год           |
| 27 июля 2009  | Защ     | Юрий Рыжко    | ФК Сморгонь        | До конца сезона |
| 27 июля 2009  | Нап     | Сергей Бубнов | ФК Сморгонь        | До конца сезона |